# ZiBBZ
ZiBBZ sind eine Schweizer Indie-Pop-Band mit elektronischen Einflüssen aus Gisikon.
Bekannt ist die Band unter anderem durch ihre eigene Dokusoap auf dem Fernsehsender Joiz und ihren Erfolg beim Schweizer Vorentscheid zum Eurovision Song Contest 2018: Die grosse Entscheidungsshow am 4. Februar 2018.

## Biografie
Gegründet wurde ZiBBZ im Jahr 2008 von dem Geschwister-Duo Corinne „Co“ Gfeller (Gesang) und Stefan „Stee“ Gfeller (Schlagzeug/Percussion, Klavier). Der Bandname ist eine Abwandlung des englischen Wortes für Geschwister: Siblings.
Seit 2011 pendeln Co und Stee zwischen der Schweiz und ihrer Wahlheimat Los Angeles. Von 2011 bis 2015 wurde die Band in einer eigenen, wöchentlichen Reality-TV Sendung vom Fernsehsender Joiz begleitet. Bisher haben ZiBBZ zwei Studioalben veröffentlicht. Das erste Album Ready? Go! kam 2013 auf den Markt und erreichte Platz 14 in den offiziellen Schweizer Charts. Darauf folgte im Jahr 2017 das zweite Album It Takes A Village in Eigenproduktion und erreichte Platz 11 in den Schweizer Charts. Dazwischen folgten mehrere Single-Veröffentlichungen, darunter auch das Lied Children of the Digital, dessen Video auf MTV in den USA in der Rotation gespielt wurde.
2014 traten ZiBBZ zusammen mit den Bieranjas in der Sendung Kampf der Orchester an und erreichten das Finale.
2018 wurden ZiBBZ mit ihrem Song Stones von einer internationalen Jury und dem Schweizer TV-Publikum zum Vertreter der Schweiz beim Eurovision Song Contest 2018 in Lissabon gewählt, schieden jedoch am 8. Mai 2018 im ersten Halbfinale aus.

## Mitglieder

### Corinne „Co“ Gfeller
Corinne „Co“ Gfeller (* 6. Juni 1985) ist eine Schweizer Sängerin/Songwriterin. Ihre Ausbildung zur Musicaldarstellerin absolvierte sie an der Laine Theatre Arts School in London und ist wohnhaft in der Schweiz sowie Los Angeles. 
Ihre Stimme ist auf vielen Alben anderer Musiker zu hören, wie z. B. Gölä, Bligg, Carlos Leal, Bastian Baker, Florian Ast, Kunz, Keiser Twins, Slädu, Büetzer Buebe und Bellamy Brothers, sowie in mehreren Schweizer Radio-Jingles (u. a. Radio Zürisee, Radio Fribourg, Radio Munot, Radio Argovia, Radio 24) und sie ist seit über 15 Jahren Teil der Gölä Band.
Sie tourte auch mit Donna Summer, Art on Ice, Basel Tattoo, We Will Rock You (Queen Europa-Tournee).

### Stefan „Stee“ Gfeller
Stefan „Stee“ Gfeller (* 3. November 1987) ist ein Schweizer Musiker/Songwriter/Produzent. Er spielt Rhythmus- und Tasteninstrumente und Gitarre und wohnt in Los Angeles und der Schweiz. 2003 bis 2007 studierte er Musik in Winterthur und absolvierte sein SMPV Diplom. Stee ist neben seinen vielfältigen Aufgaben bei ZiBBZ auch als Drummer/Musikproduzent (Studio/Live) für verschiedene andere Musiker tätig wie Gölä oder Bastian Baker. Stee ist Mitglied des Punk Drum Collective street drum corps.

## Musikalisches Schaffen
Co und Stee spielen auch als Studio- und Live-Musiker, unter anderem mit Gölä oder Bligg. Die Lieder für die Ragusa-Blonde TV-Werbung, die Musik im Subaru Werbespot mit Stan Wawrinka und der offizielle Song der Unihockey WM 2012 stammen von Co und Stee. Sie schrieben für Musiker wie Bastian Baker, Luca Hänni und Carlos Leal. Auch der Song Undun wurde von Fergie aufgenommen und sollte einen Platz auf dem letzten Soloalbum der Black Eyed Peas Sängerin bekommen.

## Diskografie

### Alben
| Jahr | Titel Musiklabel                | Höchstplatzierung, Gesamtwochen, AuszeichnungChartsChartplatzierungen (Jahr, Titel, Musiklabel, Platzierungen, Wochen, Auszeichnungen, Anmerkungen) | Anmerkungen |
| Jahr | Titel Musiklabel                | CH | Anmerkungen |
| ---- | ------------------------------- | --- | ----------- |
| 2013 | Ready? Go! 6003 Records, Phonag | CH14 (4 Wo.)CH |             |
| 2017 | It Takes A Village 6003 Records | CH11 (1 Wo.)CH |             |
| 2018 | Stones –                        | CH62 (1 Wo.)CH |             |

### Singles
- 2011: Www.Aah![24]
- 2012: One Shot (offizieller Song der Unihockey-Weltmeisterschaft 2012)
- 2013: Wake Up!
- 2013: Neonlights
- 2014: Dynamite Blonde
- 2014: Undone
- 2016: World Keeps Turning
- 2016: Children of the Digital
- 2017: Run
- 2017: Paperplane
- 2018: Stones (offizieller Beitrag der Schweiz für den ESC 2018)
- 2018: Rich
- 2019: You and Me (Against the World)

## Auszeichnungen
- Sieger in der grossen Entscheidungsshow der Schweiz für den Eurovision Song Contest 2018
- Platin-Auszeichnung für „Stärne“ mit Gölä[25]
- Nominiert für den 40. Prix Walo 2014[26]